# Can Cisteller de Baix
Can Cisteller de Baix és una casa d'Amer (Selva) inclosa a l'Inventari del Patrimoni Arquitectònic de Catalunya.

## Descripció
Edifici entre mitgeres de tres plantes i coberta de doble vessant a façana. Aquesta és arrebossada i pintada, amb dues crugies.
Aquesta casa no té cap més interès que les obertures de la planta baixa, emmarcades de pedra sorrenca i fetes de grans blocs. A la llinda de l'entrada hi ha gravada la data de 1744.
Al primer pis hi ha una finestra amb balcó i una altra finestra d'obra de ciment arrebossat i rajola. Al segon pis hi ha dues finestres de recent factura, com tot el segon pis, i el ràfec, emergent uns 50 cm. està fet de rajoles llargues i pintades de blanc.

## Història
Casa originària del segle xviii (1744) amb reformes i ampliacions durant els segles posteriors, XIX i XX.
En origen, com la majoria de cases d'Amer, constava de dos plantes: una planta baixa pel bestiar i com a paller i un pis d'habitació a dalt.